# Vallebona
Vallebona là một đô thị ở tỉnh Imperia trong vùng Liguria, tọa lạc khoảng 120 km về phía tây nam của Genova và khoảng 30 km về phía tây của Imperia. Tại thời điểm ngày 31 tháng 12 năm 2004, đô thị này có dân số 1.181 người và diện tích là 6 km².
Vallebona giáp các đô thị sau: Bordighera, Ospedaletti, Perinaldo, San Biagio della Cima, Seborga, Soldano, và Vallecrosia.